# Brommella wangfengcheni
Brommella wangfengcheni là một loài nhện trong chi Brommella, họ Dictynidae.
Loài này được Shuqiang Li miêu tả năm 2017. Tính từ định danh loài lấy theo tên giáo sư Fengchen Wang (1906-1978) thuộc Đại học Y khoa Norman Bethune (nay là một bộ phận của Đại học Cát Lâm) ở Cát Lâm, nhà động vật học Trung Quốc đầu tiên thực hiện khảo sát hệ thống hóa quy mô toàn Trung Quốc về các loài nhện và chôm chôm (nhện mù, manh chu).

## Phân bố
Loài này được tìm thấy ở cao độ 480 m trong hang không tên, 23°6.708′B 107°4.558′Đ / 23,1118°B 107,075967°Đ thuộc địa phận thôn Bả Khổng (把孔, Bǎkǒng) trấn Đô Khang (都康, Dūkāng), huyện Điền Đông, địa khu Sùng Tả, Quảng Tây, Trung Quốc.